# チェディ・ジェーガン国際空港
チェディ・ジェーガン国際空港（チェディ・ジェーガンこくさいくうこう、英語: Cheddi Jagan International Airport）は、ガイアナ協同共和国の首都であるジョージタウンにある国際空港。別名ティメーリ国際空港（Timehri International Airport）と呼ばれている。空港名は同国第5代大統領のチェディ・ジェーガンから付けられた。

## 就航路線

### 国際線
| 航空会社               | 就航地                                                                   |
| ---------------------- | ------------------------------------------------------------------------ |
| カリビアン航空         | ヒューストン、ニューヨーク/JFK、マイアミ、ポートオブスペイン、トロント、 |
| インターカリビアン航空 | バルバドス                                                               |
| スリナム・エアウェイズ | マイアミ、パラマリボ、オーランド/サンフォード                            |
| コパ航空               | パナマシティ                                                             |
| アメリカン航空         | マイアミ、ニューヨーク/JFK                                               |
| ジェットブルー航空     | ニューヨーク/JFK                                                         |

### 国内線
| 航空会社             | 就航地                   |
| -------------------- | ------------------------ |
| ロライマ航空         | オーグル空港など国内各地 |
| トランスガイアナ航空 | オーグル空港など国内各地 |

### 貨物便
| 航空会社                           | 就航地                      |
| ---------------------------------- | --------------------------- |
| フェデックス・エクスプレス         | ジョン・F・ケネディ国際空港 |
| ABXエア                            | ピアルコ国際空港            |
| アメリジェット・インターナショナル | ラス・アメリカス国際空港    |

## 事故
- 2011年7月30日、カリビアン航空523便（ニューヨーク発ポートオブスペイン経由ジョージタウン行）が着陸時にオーバーランを起こし、機体は大破したものの、犠牲者は出なかった[1][2]。

- 2018年11月9日、トロント・ピアソン国際空港行きだったフライ・ジャマイカ航空（英語版）256便（ボーイング757-23N）が油圧系統のトラブルにより、チェディ空港に引き返した。同機はオーバーランし、乗員乗客126人中1人が死亡した。